# Agelena australis
Agelena australis är en spindelart som beskrevs av Simon 1896. Agelena australis ingår i släktet Agelena och familjen trattspindlar. Inga underarter finns listade i Catalogue of Life.